# البهائية في بولندا
بدأت البهائية في بولندا في السبعينيات عندما كتب الكاتب البولندي ألكسندر فاليريان يابلونوفسكي عدة مقالات تناولت تاريخ الديانة في فارس. تم نشر ترجمة بولندية لمحادثات باريس في عام 1915. بعد أن أصبحت بهائية في عام 1925، عادت ليديا زامنهوف إلى بولندا في عام 1938 كأول بهائية مشهورة في البلاد. خلال فترة حلف وارسو، اعتمدت بولندا سياسة الاتحاد السوفيتي في قمع الأديان، لذلك تخلى مجتمعها البهائي، التزامًا بمباده الطاعة للحكومة القانونية، عن إدارته وممتلكاته. أظهرت تحليل المنشورات قبل وأثناء هذه الفترة أن التغطية من المصادر السوفيتية كانت معادية أساسًا للديانة البهائية بينما كانت التغطية من المصادر البولندية المحلية محايدة أو إيجابية. بحلول عام 1963، كانت وارسو وحدها هي المدينة المعترف بها كموطن لمجتمع بهائي. بعد سقوط الشيوعية في بولندا بسبب ثورات 1989، بدأ البهائيون في بولندا بإقامة اتصالات مع بعضهم البعض وعقد اجتماعات؛ بدأت أول هذه الاجتماعات في كراكوف ووارسو. في مارس 1991، تم إعادة انتخاب أول جمعية روحية محلية في وارسو. تم انتخاب الجمعية الروحية الوطنية في بولندا في عام 1992. وفقًا للمصادر البهائية، كان هناك حوالي 300 بهائي في بولندا في عام 2006 وقد ظهرت عدة مقالات في المنشورات البولندية في 2008 تغطي اضطهاد البهائيين في إيران ومصر. قدرت جمعية بيانات الأديان (استنادًا إلى دليل الأديان المسيحية العالمي) عدد البهائيين بـ 5137 في عام 2005.

## الفترة المبكرة
أُكتب أول المقالات المعروفة باللغة البولندية بواسطة ألكسندر فاليريان يابلونوفسكي في السبعينيات بعد أن التقى بالبهائيين في بغداد, وكان أحد هذه المقالات الدفاع عن الديانة البهائية ضد مقال خاطئ في منشور آخر. إيزابيلا غرينيفسكايا كان اسم قلم بهائية روسية مبكرة وُلدت في غرودنو، ووالدها مدفون في وارسو. كانت غرودنو في بعض الأحيان جزءًا من بولندا وبيلاروسيا ولكنها كانت جزءًا من روسيا طوال حياتها. وهي معروفة بسبب مسرحيتها التي تم عرضها في 1903 بعنوان باب. في عشرينيات القرن الماضي، بعض اليهود في فوج من بولندا أثناء تمركزهم في تركمانستان تواصلوا مع البهائيين هناك. في وقت لاحق، التقى مدير جامعة جامعة كاثوليك لوبلين بـعبد البهاء في عام 1914 بينما كان يعيش في فلسطين، وفي عام 1915 تم نشر ترجمة بولندية لكتاب محادثات باريس في سيليزيا.

### ليديا زامنهوف
حوالي عام 1925، أصبحت زامنهوف عضوًا في الديانة البهائية. كانت زامنهوف المندوبة الرسمية للديانة في مراسم تكريس النصب التذكاري الذي أُقيم على قبر والدها في وارسو في عام 1926. في أوائل ثلاثينيات القرن الماضي، زار بعض البهائيين الكنديين بولندا بينما ذهبت زامنهوف إلى الولايات المتحدة في أواخر عام 1937 لتعليم الديانة بالإضافة إلى الإسبيرانتو. في ديسمبر 1938، عادت إلى بولندا حيث واصلت تعليم الديانة وترجمت كتاب بهاء الله والعصر الجديد (انظر جون إيسليمونت)، والكلمات المخفية وبعض الأسئلة المجابة. بينما كانت زامنهوف تعمل على الترجمة، تأخرت عملية النشر وتمت خارج فرنسا بواسطة ابن أخت بولندي لـآن لينش، الذي كان في معسكر اعتقال سويسري للضباط البولنديين. في النصف الثاني من عام 1938، كانت زامنهوف لها تأثير كبير في تحول أول أوكراني معروف ليصبح بهائيًا، وكان يعيش في شرق بولندا في ذلك الوقت. ذكرت زامنهوف أن هناك خمسة بهائيين في بولندا في أغسطس 1939. تم التواصل في عام 1947 مع تسعة أفراد كانوا يحققون في الديانة بشكل أساسي من خلال كتابات الإسبيرانتو. عرضت إحدى هؤلاء الأفراد مكانًا للاختباء، لكن زامنهوف رفضت. تم اعتقالها وأُعدمت في النهاية في معسكر الإبادة في تريبلينكا في خريف عام 1942.

## فترة الاضطهاد
منذ نشأتها، كانت الديانة البهائية تشارك في التنمية الاجتماعية والاقتصادية بدءًا من منح مزيد من الحرية للنساء, وتعزيز التعليم للنساء كقضية ذات أولوية, وقد تم التعبير عن هذه المشاركة عمليًا من خلال إنشاء مدارس، تعاونيات زراعية، وعيادات. دخلت الديانة مرحلة جديدة من النشاط عندما تم إصدار رسالة من البيت العالمي للعدل بتاريخ 20 أكتوبر 1983. تم تحفيز البهائيين للبحث عن طرق، متوافقة مع تعاليم البهائيين، للمشاركة في التنمية الاجتماعية والاقتصادية للمجتمعات التي يعيشون فيها. عالميًا في عام 1979، كان هناك 129 مشروعًا معترفًا به رسميًا في مجال التنمية الاجتماعية والاقتصادية للبهائيين. بحلول عام 1987، كان عدد المشاريع المعترف بها رسميًا قد ارتفع إلى 1482. ومع ذلك، في فترة حلف وارسو، اعتمدت بولندا سياسة السوفيتية لقمع الأديان، لذا تخلى البهائيون، تمسكًا بمبدأهم في الطاعة للحكومة القانونية، عن إدارتهم وممتلكاتهم. من 1947 إلى 1950، كانت هناك معلومات عن وجود بهائيين في سبع مدن في بولندا. في عام 1948، كانت هناك مجموعة معروفة تدرس الديانة في وارسو. بينما كان البهائيون في بولندا يبتعدون عن الأنظار, شهدت شيكاغو، التي تعد موطنًا لأكبر عدد من السكان البولنديين خارج وارسو, ظهور أول معبد بهائي في الغرب، والذي تم الانتهاء من بنائه في عام 1953. في عام 1960، سافر بهائي من بولندا إلى لوكسمبورغ لحضور اجتماع بهائي. بحلول عام 1963، كانت وارسو فقط هي المدينة المعترف بها كمكان لجالية بهائية نشطة. بعد ذلك، حتى حوالي عام 1989، انتهت الأنشطة العامة للديانة بسبب الاضطهاد السوفيتي للأديان. انظر أيضًا الدول الأخرى في كتلة الدول السوفيتية التي كانت بها جاليات بهائية مثل أوكرانيا، تركمانستان وغيرها. بينما أصبحت الجالية البهائية غير معروفة تقريبًا، كانت الديانة موضوعًا لبعض التعليقات الأكاديمية والشعبية في بولندا على مر السنين. هناك العديد من الفروقات بين التغطية السوفيتية المترجمة إلى البولندية والتغطية البولندية الأصلية للديانة البهائية. كان هناك اختلافات في المصادر المستشهد بها، والفترات الزمنية التي تم فيها نشر الأعمال، والمواقف تجاه الديانة المعروضة. معظم الترجمات السوفيتية استشهدت بأعمال من خصوم الدين من الفرس. بينما كانت الأعمال البولندية الأصلية تشير إلى قادة الدين أو أكاديميين غربيين أو بولنديين سابقين. بالنسبة للأعمال البولندية الأصلية، لم تُستشهد بأي منشورات روسية أو سوفيتية، سواء كانت مترجمة أو أصلية. كانت الترجمات من الأكاديميين السوفييت في الغالب تأتي من الفترة الأخيرة خلال الهيمنة السوفيتية على بولندا، بينما كانت معظم المراجع البولندية الأصلية من الفترة السابقة. حاولت المصادر السوفيتية تصوير تاريخ الدين على أنه يدعم فلسفة المادية الجدلية للشيوعية السوفيتية كحركة مناهضة للإقطاعية في البداية، لكنها في النهاية تدعم الإمبريالية والاستعمار. على العكس من ذلك، كانت الأعمال البولندية الأصلية إما محايدة أو متعاطفة مع الدين، بما في ذلك المنشورات من الكنيسة الكاثوليكية في بولندا. واحدة من القلائل من البهائيين البولنديين المعروفين من هذه الفترة كانت "أولا باولوسكا"، وهي من بولندا التي هربت خلال الحرب العالمية الثانية واستقرت في كندا، حيث أصبحت عضوًا في الدين. في عام 1953 أصبحت فارس بهاء الله عندما انتقلت إلى سانت بيير وجزر ميكيليون. في عام 1969 كانت تسافر في جمهورية الكونغو الديمقراطية. في عام 1971، في سن الـ61، عادت إلى بولندا لمدة تقارب العامين قبل التبشير إلى لوكسمبورغ ثم إلى زائير حيث اهتمت بشعب البيغمي. ليزا جانتي، المعروفة أيضًا بـ ليزا مونتيل، وهي ممثلة هوليوودية في الخمسينيات والستينيات، وُلدت إيرينا أوغوستينوفيتش وهربت عائلتها من بولندا قبل الحرب العالمية الثانية. في الستينيات، انضمت إلى الدين ثم عملت في عدة مشاريع مناصرة بينما استمرت في العمل في الفنون. كان التواصل في ذلك الوقت محدودًا لدرجة أنه من الجدير بالذكر زيارة بعض البولنديين إلى معابد بهائية: قبل 1973، زار بعضهم المعبد في بنما الذين فوجئوا بلقاء مرشد يمكنه التحدث قليلًا بالبولندية، وفي مايو 1978، زار فرقة رقص من بولندا المعبد بالقرب من شيكاغو. في 1979، انضم مواطن بولندي حضر مؤتمر الإسبيرانتو إلى الدين.

## إعادة التطوير
بعد التغيرات السياسية في بولندا نتيجة لحركة تضامن، بدأ البهائيون في بولندا ببدء التواصل وإقامة الاجتماعات، وكان أول هذه الاجتماعات في كراكوف ووارسو. بحلول عام 1990، بدأ البهائيون من الغرب في المساعدة في بناء مركز ليكون مكانًا لاستضافة مدرسة صيفية بهائية بالقرب من أوليسنيكا. في مارس 1991، تم إعادة انتخاب أول جمعية روحية محلية في وارسو. ثم تم انتخاب الجمعيات التالية في 1991-1992 في بيالاستوك، غدانسك، كراكوف، كاتوفيتسه، لوبلين، لودز، بوزنان، شتشيتسين، ووورسو. تم انتخاب الجمعية الوطنية في 1992 (في الواقع، عادت باولوسكا إلى بولندا في سن 82 لفترة قصيرة للمساعدة في تشكيل الجمعية). كانت جين (سادلر) هلبو من بين الذين قاموا بالتبشير إلى بولندا عندما انتقلت إلى أولشتين من 1992 إلى 2000. في ربيع عام 1992، شارك المجتمع البهائي البولندي في انتخاب البيت العالمي للعدل، وفي ديسمبر 1993، قام السفير البولندي لدى إسرائيل الدكتور يان دوغياتو بزيارة رسمية إلى مقر الديانة في حيفا، إسرائيل. طوال التسعينيات، قدم البهائيون في بولندا في أو تمت دعوتهم إلى مؤتمرات مختلفة أو دروس في الجامعات. في عام 1999، قام المؤلف البهائي النرويجي لاسي ثوريسن بعرض عمل موسيقي في خريف وارسو. في عام 2004، عقدت السيناتور ماريا شيشكوفسكا جلسات استماع قدم فيها البهائيون عروضًا.

## المجتمع الحديث
في عام 2000، دعمت بولندا قرار الأمم المتحدة بشأن حقوق الإنسان المتعلق بالبهائيين في إيران، واتخذت خطوات إضافية لتوثيق الظروف هناك. كان هناك حوالي ثلاثمائة بهائي في بولندا في عام 2006. أُقيمت المدارس الصيفية البولندية لعامي 2006 و2008 في أواخر شهر يوليو في سيروك، بالقرب من وارسو. غطت العديد من المنشورات البولندية اللغة الدين في السنوات الأخيرة. نشر الإصدار البولندي من كوزموبوليتان مقالًا موسعًا عن الديانة البهائية في أغسطس 2008 بواسطة ماوغيرزاتا لوكا-كوالسيك، التي تابعت عائلة تتعرف على الدين. كما غطت صحيفة غازيتا فيبورتشا الدين في فبراير وأبريل 2008، مع التركيز بشكل رئيسي على اضطهاد البهائيين في إيران (ومرة أخرى في أكتوبر 2006 لتغطية الوضع في مصر). كان البهائيون من بولندا من بين أكثر من 4600 شخص تجمعوا في فرانكفورت لحضور أكبر مؤتمر بهائي في ألمانيا. قدّرت جمعية أرشيفات الدين (اعتمادًا على دليل المسيحية العالمي) عدد البهائيين في بولندا بحوالي 990 في عام 2005. وفقًا للموقع الرسمي للبهائيين في بولندا، هناك حوالي 300 بهائي في بولندا.